# Briglia (opera idraulica)

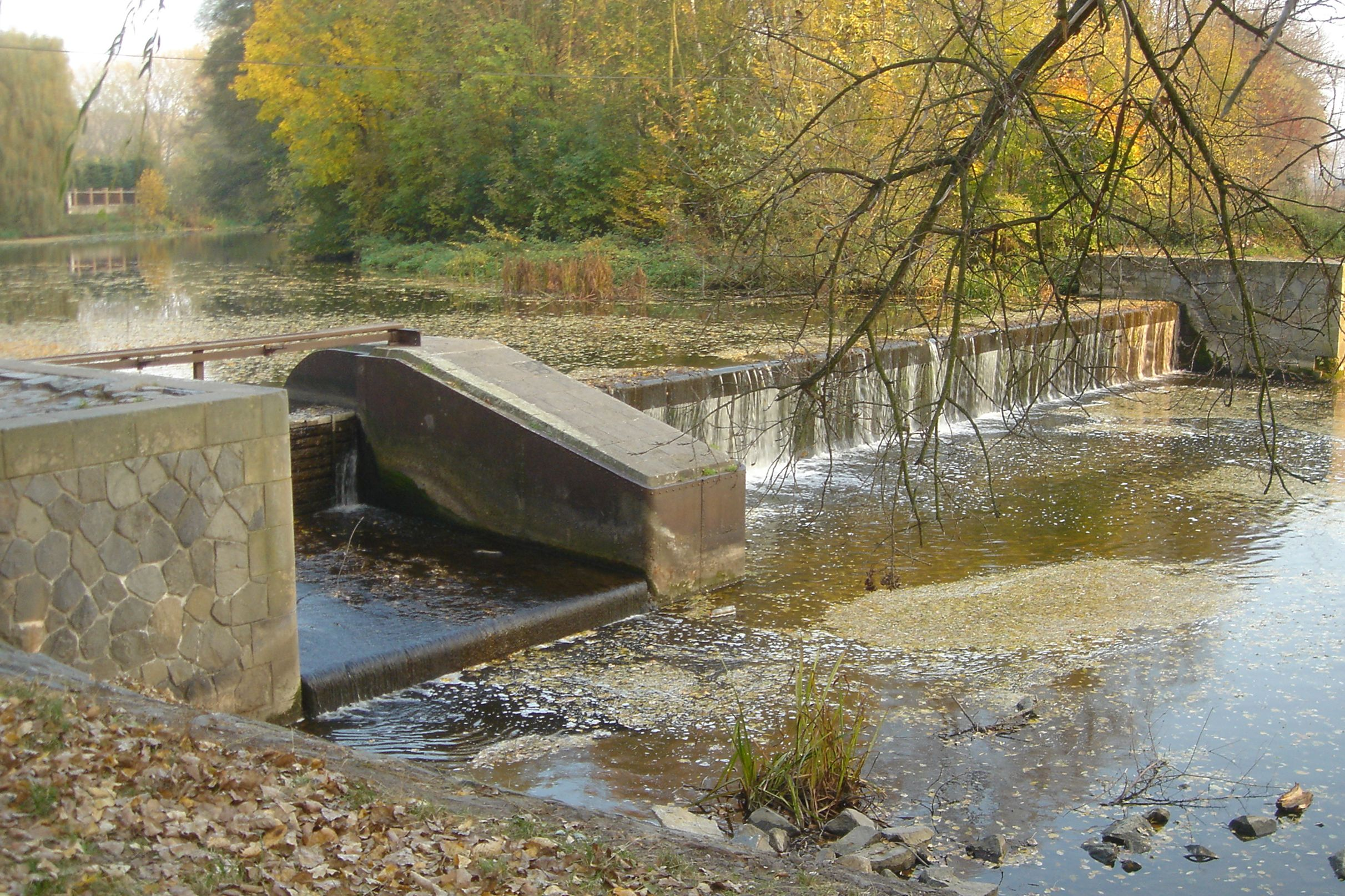
Briglia sul fiume Cidlina nel comune di Libice nad Cidlinou, Repubblica Ceca

La briglia, anche detta serra, è un'opera di ingegneria idraulica posta trasversalmente all'alveo in cui è fondata, concepita per la sistemazione idraulica dei torrenti montani. Si può distinguere dalle traverse e dalle dighe per il limite di altezza di 15 m e la sua funzione di correzione dei torrenti.

## Tipi di briglie

### Briglie classiche

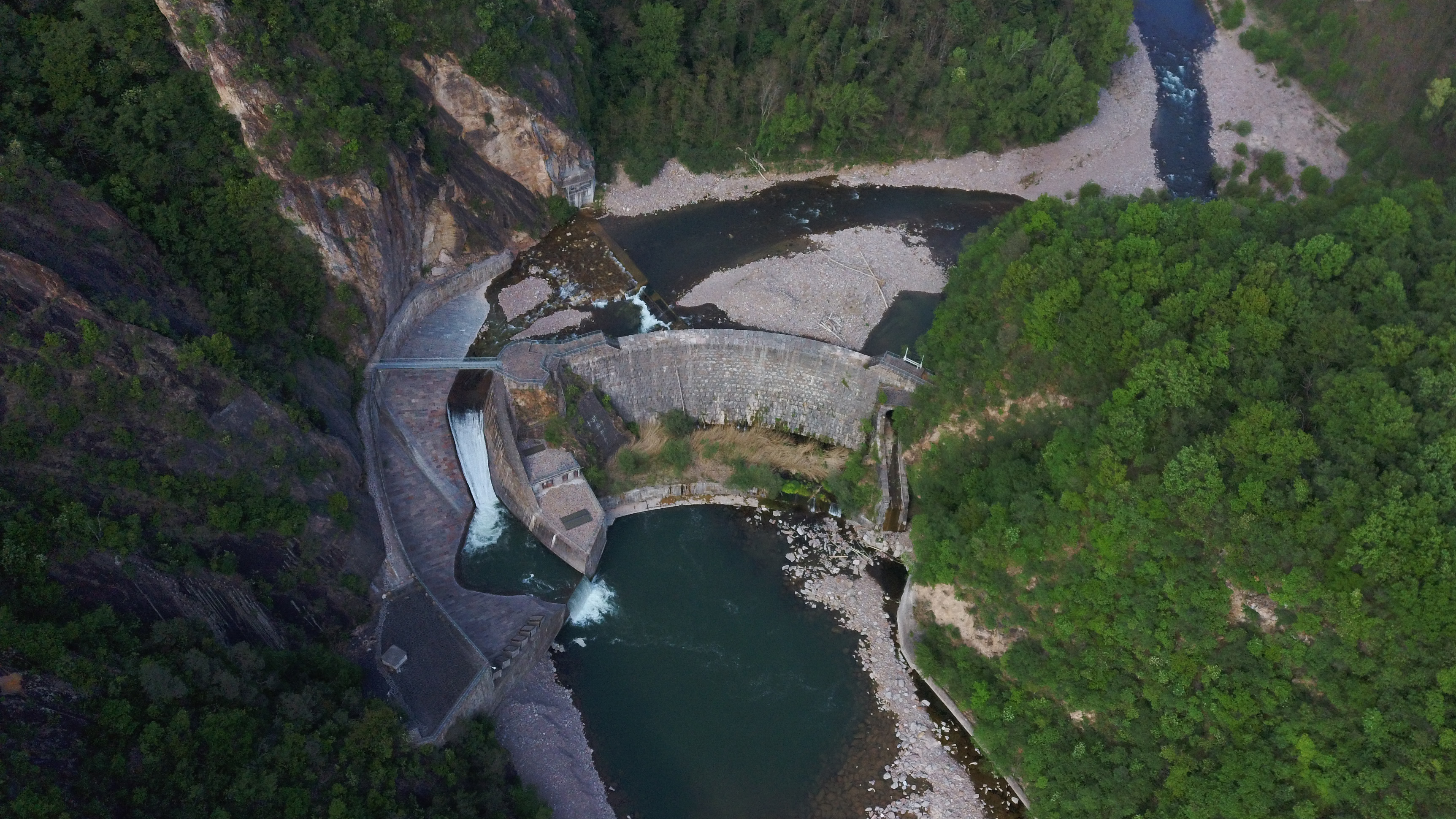
La serra di San Giorgio sul torrente Avisio, in val di Cembra

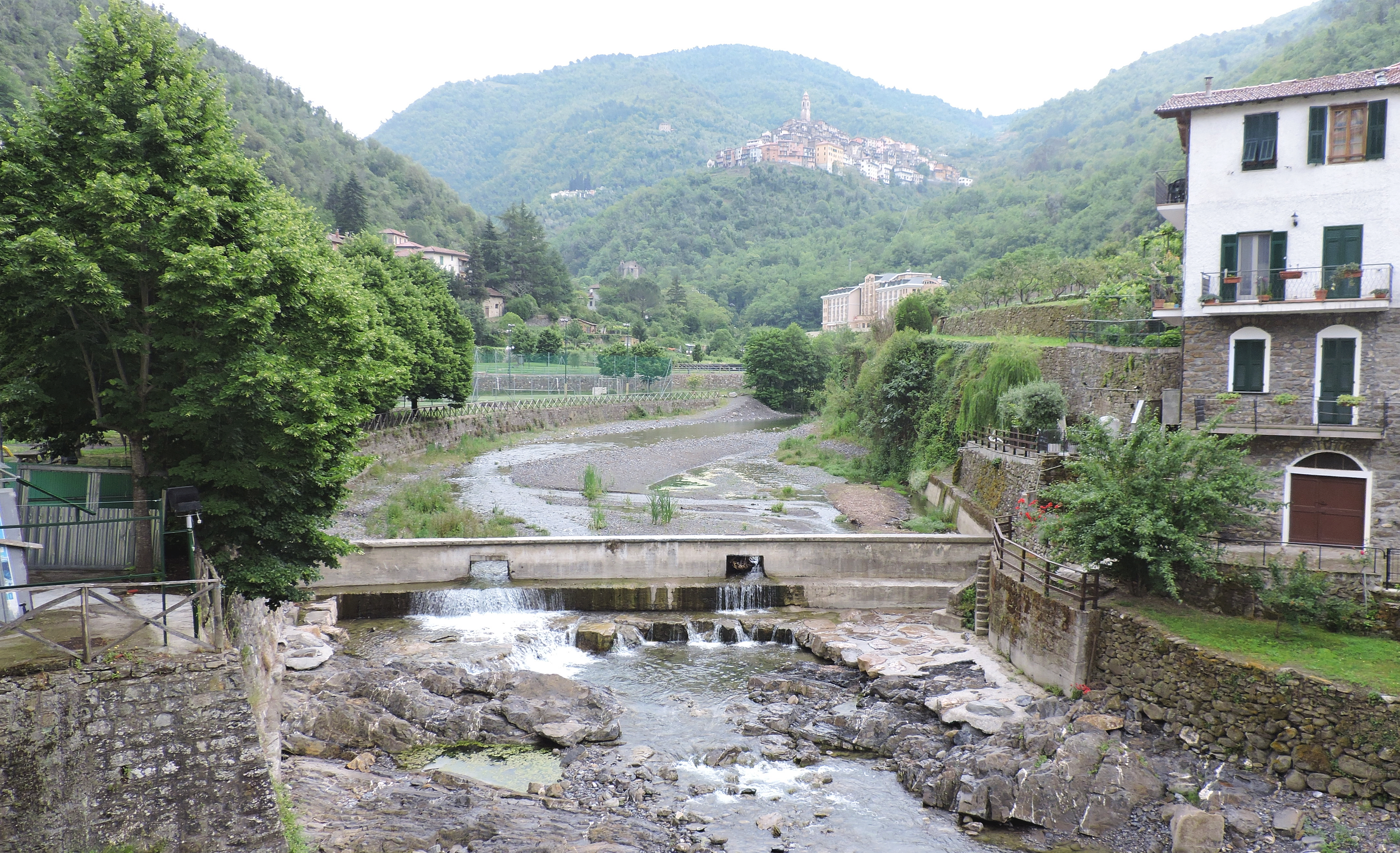
Una briglia sul Nervia

Una briglia è costituita da un muro a sezione generalmente trapezia con paramento di monte spesso verticale, immorsato sulle sponde, ed una fondazione in alveo. La sezione di deflusso, detta "gaveta", può essere di varie forme (trapezia, a corda flessa, rettangolare) e si colloca nella parte centrale dell'opera; le parti del muro che dalla gaveta si estendono fino alle sponde sono dette "ali" ed hanno generalmente un'inclinazione del 10%. Il compito della gaveta è quello di contenere il corso d'acqua nelle normali condizioni di deflusso, evitando così che la corrente possa erodere le sponde dell'opera ed eventualmente aggirarla. Talvolta la gaveta è sporgente rispetto al corpo della briglia, in modo da evitare che il getto uscente dalla stessa impatti sul paramento di valle e sulla fondazione. Il corpo della briglia può poi essere dotato di fori (dreni) che hanno il compito di ridurre il carico idrostatico a monte della briglia; in particolare, siccome tale carico aumenta con la profondità, i dreni saranno più infittiti nella parte più bassa dell'opera. La fondazione viene in genere dotata di un taglione o di un diaframma in modo da ridurre l'azione filtrante al di sotto della briglia e per arginare il rischio di sifonamento.
Lo scopo primario di una briglia classica è quello di evitare l'erosione dell'alveo nei torrenti in fase di scavo a monte del punto in cui viene realizzata. La briglia costituisce infatti uno sbarramento che trattiene il materiale proveniente da monte e, una volta che la briglia risulti completamente interrita, fa sì che l'alveo del torrente raggiunga la sua pendenza di equilibrio (che compensa erosione e deposito) ad una quota superiore, invece che erodendo l'alveo stesso. Le briglie vengono realizzate tipicamente per proteggere i versanti posti a monte delle stesse da fenomeni franosi (innescati dallo scalzamento alla base provocato dall'erosione di fondo torrentizia); se i fenomeni franosi si sono già verificati, la realizzazione di briglie a valle è utile per "rincalzare" i versanti stessi ed evitare che il torrente eroda il piede della frana, aggravando il fenomeno. Spesso le briglie vengono realizzate per proteggere dall'erosione altre opere poste a monte (ad esempio ponti, muri di sponda, altre briglie, dighe) che rischierebbero di essere scalzate alla base dall'erosione di fondo.
Per lo studio strutturale dell'opera occorre considerare due condizioni: quella prima dell'interrimento, cioè quando la briglia è stata appena realizzata e a monte si ha solo accumulo d'acqua, e quella dopo l'interrimento, quando a monte della briglia lo spazio disponibile è completamente occupato dal materiale di trasporto solido proveniente da monte. Tra le altre cose deve essere verificata la stabilità al ribaltamento dell'opera.

### Briglie selettive

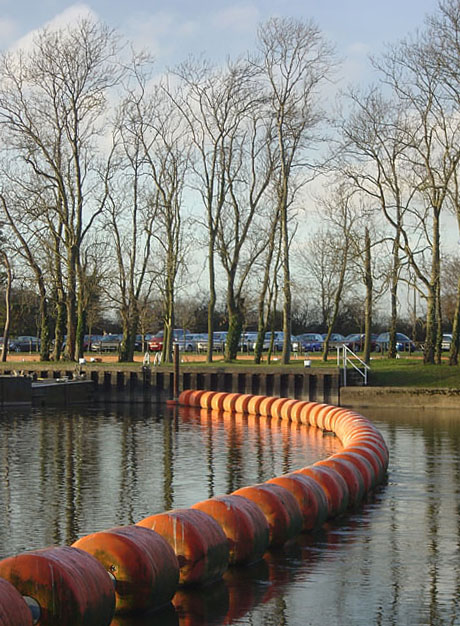
Briglia attrezzata con un selettore galleggiante che blocca la discesa a valle di legname o altri oggetti

Le briglie selettive sono realizzate in modo molto analogo alle briglie classiche. La differenza sta nel fatto che le briglie selettive non hanno il compito di evitare l'erosione dell'alveo, ma di trattenere il materiale di granulometria più grossolana (che in caso di piena potrebbe creare problemi a valle, ostruendo l'alveo in prossimità di ponti o centri abitati, tipicamente collocati su conoidi di deiezione). Per assolvere tale funzione alla gaveta si sostituisce un'apertura le cui dimensioni dipendono dalla granulometria del materiale che si intende trattenere. L'apertura può essere realizzata in modi differenti; può essere costituita da una semplice fessura oppure da una griglia (orizzontale o verticale) in acciaio. Il materiale accumulato (a differenza delle briglie classiche) deve essere periodicamente rimosso per mantenere la funzionalità dell'opera.

## Collocazione delle briglie
In genere in un corso d'acqua, vengono costruite più briglie, partendo da valle. Ogni briglia deve essere posta a una determinata distanza dalla successiva in modo tale che ogni briglia protegga dall'erosione (scalzamento) quella posta a monte, anche se lo stesso risultato si potrebbe ottenere, ma con maggiori costi, con un'unica briglia di grandi dimensioni.
Famose le briglie sul Tevere in prossimità dell'Isola Tiberina per equilibrare il livello del fiume nei due rami che fluiscono ai due lati dell'isola.